# Pistoleiro sem nome
O Pistoleiro sem Nome, também chamado de Estranho ou Homem sem Nome, é um personagem de filmes Western (bangue-bangue), mais comumente associado ao papel ou papéis de cowboy do ator Clint Eastwood em filmes clássicos e de grande popularidade do gênero, principalmente a chamada "Trilogia dos Dólares", de Sergio Leone.
O "Pistoleiro sem Nome" de Eastwood pode ser definido como o arquétipo do cowboy dos filmes estadunidenses: bom de briga, independente e rápido no gatilho — mas com uma diferença em relação aos tradicionais "mocinhos" vividos por John Wayne, Alan Ladd e Randolph Scott, por exemplo. O personagem de Eastwood é cínico, luta "sujo" e possui uma moral ambígua, quase um anti-herói. Não se importa de sacar primeiro e atirar, buscando sempre vantagens (financeiras) para si próprio. Algumas vezes demonstra se importar com outras pessoas.
Na trilogia citada, Eastwood aparece à margem da lei, mercenário, caçador de recompensas e até mesmo fora-da-lei. Ele fala manso e de forma lacônica, dizendo apenas o necessário.
Quanto ao desconhecido nome do personagem, há controvérsias pois nos filmes da trilogia o pistoleiro aparece nos créditos como Joe, Manco e Blondie ('loirinho", em português). Também há dúvidas de se tratar do mesmo personagem. Muitos fãs defendem tratar-se do mesmo nos três filmes da trilogia de Leone e que o terceiro, The Good, the Bad and the Ugly (br.: Três homens em conflito) é, em ordem cronológica, o primeiro do personagem, pois na cena final o pistoleiro veste pela primeira vez seu "poncho" mexicano característico. No segundo filme, Eastwood finge ter dificuldades com uma das mãos, escondendo-a sobre o poncho, dai o apelido de "Manco". Na verdade, ele apenas reserva sua mão direita para o uso da arma, estando sempre pronto para atirar em caso de necessidade.
Os filmes da trilogia dos dólares são os seguintes:
- A Fistful of Dollars - 1964 (br.: Por um punhado de dólares)
- For a Few Dollars More - 1965 (br.: Por uns dólares a mais)
- The Good, the Bad and the Ugly - 1966 (br.: Três homens em conflito ou O bom, o mau e o feio).
- Literatura

## Literatura
A popularidade dos personagens trouxe uma série de livros spin-off, apelidados de série "Dollars" devido ao tema comum em seus títulos:
- A Fistful of Dollars, romantização do filme por Frank Chandler
- For a Few Dollars More,  romantização do filme por Joe Millard
- The Good, the Bad and the Ugly, romantização do filme por Joe Millard
- A Coffin Full of Dollars por Joe Millard
- A Dollar to Die For por Brian Fox
- The Devil's Dollar Sign por Joe Millard
- The Million-Dollar Bloodhunt por Joe Millard
- Blood For a Dirty Dollar por Joe Millard

A Coffin Full of Dollars fornece alguma história de fundo; quando ele era jovem, The Man with No Name era um ajudante de rancho que era continuamente perseguido por um homem mais velho chamado Carvell. O exame do corpo de Carvell revelou uma cicatriz que o identificou como Monk Carver, um homem procurado com US $ 1.000 Depois de comparar a recompensa recebida com seu salário de 10 dólares por mês no rancho, o jovem vaqueiro decidiu mudar de vida e se tornar um caçador de recompensas.

## Histórias em quadrinhos
Em julho de 2007, a editora americana Dynamite Entertainment anunciou que iriam publicar um série em quadrinhos com o personagem. Situado após os acontecimentos de The Good, the Bad and the Ugly, a série foi escrita por Christos Gage. Na sétima edição, a série foi assumida por Luke Lieberman e Matt Wolpert. Dynamite se refere a ele como "Blonde", o apelido que Tuco usa para ele em The Good, the Bad and the Ugly. A primeira edição foi lançada em março de 2008, intitulada The Man with No Name: The Good, The Bad, and The Uglier. Luke Lieberman e Matt Wolpert assumiram a escrita das edições #7-11. Inicialmente, Chuck Dixon estava programado para assumir as tarefas de escrita na edição #12, mas Dynamite encerrou a série e optou por usar o enredo de Dixon para uma nova série intitulada The Good, The Bad and The Ugly. A nova série não é uma adaptação do filme, apesar do título. Depois de lançar oito edições, a Dynamite abandonou a série. 